# Saint Asonia
Saint Asonia es una banda de metal alternativo conformada actualmente por el vocalista y compositor de Three Days Grace, Adam Gontier, el guitarrista de Staind Mike Mushok, el bajista de Art of Dying, Cale Gontier y el ex baterista de Art of Dying, Cody Watkins. La banda fue formada en Toronto, Canadá en el 2014 después de la salida de Gontier de Three Days Grace que formó la banda junto a Mushok. La banda publicó su álbum debut Saint Asonia el 31 de julio de 2015, el cual fue producido por Johnny K.

## Historia

### Formación (2014-2015)
Después de la salida de Adam Gontier de Three Days Grace, Mike fue una de las primeras personas en acercarse a él y hacer música, nunca tuvieron la intención de formar una banda, Mike fue el que presentó la idea de crear una, mencionaron en una entrevista. Ellos le presentaron un demo a RCA a los cuales les gustó su trabajo y les ofrecieron un contrato discográfico. La banda lanzó el primer avance del grupo el 7 de mayo de 2015. Los miembros del grupo fueron confirmados con la salida del primer sencillo "Better Place", con Adam Gontier como vocalista, Mike Mushok como guitarrista, Corey Lowery como bajista, Rich Beddoe como baterista, y a Johnny K como productor del álbum que saldría el 31 de julio de 2015.

### Saint Asonia(2015-2017)
La banda hizo su debut en vivo en el Rock on the Range 2015 como acto de apertura para el escenario principal el 16 de mayo. Junto con el primer sencillo, la banda tocó otras canciones originales como "Fairytale", "Dying Slowly" y "Let Me Live My Life"; así como covers de Three Days Grace y Staind. El 29 de junio publicaron su segundo sencillo "Blow Me Wide Open", mientras su tercer sencillo "Let Me Live My Life" fue publicado el 17 de julio. La banda anunció su álbum homónimo para ser lanzado el 31 de julio de ese mismo año, a través de RCA Records y que contaría con 11 pistas (donde más tarde se agregarían dos más). La banda encabezó una pequeña gira por Estados Unidos durante agosto, así como una gira con Seether y Within Reason en otoño. En febrero de 2016, se unió a la primera parte del tour de Disturbed, como acto de apertura. En abril lanzaron la versión de "I Don't Care Anymore" de Phil Collins exclusivamente para la estación de radio SiriusXM Octane, semanas después la publicaron en su canal oficial de Youtube.

### Flawed Design(2017-2020)
En febrero de 2017, Adam Gontier habló sobre la creación de un segundo álbum con Saint Asonia. El 5 de junio de 2017, el baterista Rich Beddoe confirmó que había dejado a Saint Asonia en buenos términos para hacer otras cosas. El 12 de julio de 2017, la banda tocó su primer show con el antiguo compañero de banda de Mike Mushok, en Staind, Sal Giancarelli, en la batería. Corey Lowery dejó la banda en junio de 2018 para unirse a Seether a tiempo completo. La banda reclutó al bajista de Art of Dying el cual es primo de Adam Gontier, Cale Gontier para ser miembro de Saint Asonia. La banda también cambió de sello desde el último álbum al unirse a Spinefarm Records. Según el Instagram de Adam Gontier, la banda fue al estudio en enero de 2019 para grabar su segundo álbum.
El 15 de julio de 2019, la banda reveló que su nuevo sencillo "The Hunted" fue lanzado el 24 de julio de 2019 de su próximo álbum de estudio, Flawed Design, que se lanzó el 25 de octubre del presente año.

### Salida de Giancarelli e integración de Watkins e Introvert/Extroverty hiato (2020-2024)
El 26 de enero de 2020, Adam Gontier anunció que el baterista de Art of Dying, Cody Watkins, se había unido a la banda como su nuevo baterista en reemplazo de Sal Giancarelli.
En 2020, la banda grabaria varios shows acústicos tocando sus éxitos de sus dos álbumes como algunas canciones clásicas de Three Days Grace. El 18 de noviembre de 2021, la banda lanzó un cover de la canción Blinding Lights de The Weeknd y más tarde el 6 de mayo, lanzarian Above It All, el primer sencillo de su nuevo álbum, este es la combinación de los 2 EP que la banda lanzó en 2022, Introvert y Extrovert. A mediados de 2022, la banda dio 2 shows propios en Canadá y participaron en festivales como Welcome To Rockville y Inkcarceration. Finalmente Introvert se lanzó el 1 de julio y Extrovert el 18 de noviembre.
El 14 de noviembre de 2022, 4 días antes del lanzamiento de Extrovert, la banda anuncio una gira de primavera junto a Skillet y Theory of a Deadman. Más tarde el 16 de marzo, la banda lanzaria el video oficial para su nuevo sencillo Devastate el cual tuvo una muy buena recepción por parte de los aficionados. Unos días antes de la gira, la banda anunció que Mike Mushok, el guitarrista de la banda, no participará en la gira por problemas de cansancio, en su reemplazo iría Tavis Stanley, amigo de la banda y guitarrista de la banda Art of Dying, donde también están Cale Gontier y Cody Watkins, bajista y baterista de la banda respectivamente. Adam Gontier diria por redes sociales que esta gira fue una de las mejores de su carrera.
El 13 de junio de 2023 la banda anuncio una segunda parte del “Rock Resurrection Tour” nuevamente junto a Skillet y Theory of a Deadman para el otoño de ese año. El 10 de noviembre de ese mismo año la banda lanzó una colaboración con John Cooper, vocalista de Skillet, para la canción “Wolf”. Actualmente la banda se prepara para una gira estadounidense junto a Black Stone Cherry que inicia este 13 de febrero en Destin y que terminara el 10 de marzo en Knoxville.
La banda se unió a Black Stone Cherry en una gira conjunta por Estados Unidos desde febrero hasta marzo de 2024. En julio de 2024, se anunció que el grupo se uniría a Theory of a Deadman en su Unplugged Tour en octubre y noviembre. Sin embargo, el 13 de septiembre de 2024, el grupo abandonó la gira alegando "asuntos personales". Poco después, el 3 de octubre, Gontier regresó a Three Days Grace a tiempo completo, con Matt Walst (quien lo reemplazó en 2013) también como vocalista principal. Saint Asonia anunció rápidamente una pausa temporal y que volverían pronto.

## Estilo musical
Cuando la banda hizo su debut en vivo, su género musical fue descrito como metal alternativo.

## Miembros
- Adam Gontier - vocalista, guitarra rítmica
- Mike Mushok - guitarra líder
- Cale Gontier - bajista, coros
- Cody Watkins - batería

Miembros anteriores
- Rich Beddoe - batería (2015-2017)
- Corey Lowery - bajista, coros (2015-2018)
- Sal Giancarelli - batería (2017-2020)

Línea temporal

## Discografía
Álbum de estudio
- 2015: Saint Asonia
- 2019: Flawed Design

Álbumes de recopilación
- 2022: Introvert/Extrovert

## Premios y nominaciones
Loudwire Music Awards
| Año  | Nominado     | Galardón            | Resultado | Ref. |
| ---- | ------------ | ------------------- | --------- | ---- |
| 2015 | Saint Asonia | Mejor Artista Nuevo | Ganador   |      |